# Estación de Padua
Padua (en catalán y oficialmente Pàdua) es una estación de ferrocarril metropolitano de la red de Ferrocarriles de la Generalidad de Cataluña (FGC) perteneciente a la línea 7 o línea de Balmes, incluida dentro del bloque de la línea Barcelona-Vallés situada en el distrito de Sarriá-San Gervasio de Barcelona. La estación tuvo en 2018 un tráfico de 735 984 pasajeros, de los cuales 78.899 correspondieron a la línea 7 de metro.

## Situación ferroviaria
Se encuentra en el punto kilométrico 1,0 de la línea férrea de ancho internacional Gracia-Av.Tibidabo, a 78 metros de altitud. El tramo es de vía doble y está electrificado.

## Historia

### Inicios
El ramal ya aparecía en el Plan de Enlaces Ferroviarios de 1933, partiendo de la estación de Gracia del ferrocarril de Sarriá (inaugurado en 1863) hasta la estación de Avenida Tibidabo, con cuatro nuevas estaciones: Plaza Molina, Padua, el Putxet y Avenida Tibidabo. Tendría una longitud de 1.860 metros que circularían bajo la Calle de Balmes y la Plaza de Molina hasta la Avenida del Tibidabo.
El ramal de Tibidabo, o Gracia - Avenida Tibidabo, fue inaugurado como un nuevo ramal del Tren de Sarriá por concesión del Ayuntamiento de Barcelona a la Compañía del Ferrocarril de Sarriá a Barcelona (FSB), que ya dependía de Ferrocarriles de Cataluña (FCC). La estación actual se inauguró el 30 de diciembre de 1953 cuando se abrió al público el ramal desde la estación de Gracia hasta la de Avenida Tibidabo. Siempre ha sido una estación con tráfico exclusivo de trenes urbanos o metropolitanos.

### Declive y transferencia a FEVE
La Compañía del Ferrocarril de Sarriá a Barcelona (FSB),  a partir de la década de 1970 empezó a sufrir problemas financieros debido a la inflación, el aumento de los gastos de explotación y tarifas obligadas sin ninguna compensación. En 1977 después de pedir subvenciones a diferentes instituciones, solicitó el rescate de la concesión de las líneas urbanas pero el Ayuntamiento de Barcelona denegó la petición y el 23 de mayo de 1977 se anunció la clausura de la red a partir del 20 de junio.
Para evitar el cierre de la red de FSB, el 17 de junio de 1977 por Real decreto se transfirieron las líneas a Ferrocarriles de Vía Estrecha (FEVE) de forma provisional, mientras el Ministerio de Obras Públicas del Gobierno de España, la Diputación de Barcelona, la Corporación Metropolitana de Barcelona y la Ayuntamiento de Barcelona estudiaban el régimen de explotación de esta red. Debido a la indefinición se produjo una degradación del material e instalaciones, que en algún momento determinaron la paralización de la explotación.

### Bajo FGC
Con la instauración de la Generalidad de Cataluña, el Gobierno de España traspasó a ésta la gestión de las líneas explotadas por FEVE en Cataluña, gestionando así los Ferrocarriles de Cataluña (FCC) a través del Departamento de Política Territorial y Obras Públicas (DPTOP) hasta que se creó en 1979 la empresa Ferrocarriles de la Generalidad de Cataluña (FGC), la cual integraba el 7 de noviembre de 1979 a su red estos ferrocarriles con la denominación Línea Cataluña y Sarriá.
A partir de 1979 se impulsó una gran modernización de la línea debido a su deficiente estado. En julio de 1996, la actual L7 se integró bajo la marca Metro del Vallés, lo que se tradujo en un aumento de los servicios y frecuencia de paso de los trenes, acompañado de un cambio de imagen. Los servicios se numeraron, empezando a utilizar el color marrón y la identificación «U7» (U por urbano)
En 2003, junto con la puesta en funcionamiento de la línea 11, la U7 se integra en la red del Metro de Barcelona, pasando a formar parte de la numeración del suburbano y adquiriendo así su nombre actual: «L7».

## La estación[2]
Se encuentra bajo la calle Balmes, en el cruce con la calle Padua. Tiene dos entradas, una en la calle Padua-Balmes y otra en la Calle Corinto. El acceso a través de Padua tiene escaleras y conduce a un vestíbulo con máquinas expendedoras de boletos y barreras de control de accesos. Desde el vestíbulo se puede bajar al andén de la vía 1 (sentido Avenida Tibidado) a través de una escalera y un ascensor o bien ir al escalón superior entre andenes. El segundo acceso, desde la calle Corinto, se realiza por escaleras o por un ascensor que accede a un vestíbulo con máquinas expendedoras de billetes y barreras tarifarias de control de accesos. Desde el vestíbulo se puede bajar a la plataforma de la vía 2 (sentido Barcelona) por una escalera o ascensor o ir al pasaje superior entre andenes. Los trenes circulan por el nivel inferior con las dos vías generales y andenes laterales de 60 metros de longitud.

## Servicios ferroviarios
El horario de la estación se puede descargar del siguiente enlace. El plano de las líneas del Vallés en este enlace. El plano integrado de la red ferroviaria de Barcelona puede descargarse en este enlace.
| << cabecera                   | < estación   | línea | estación > | cabecera >>      |
| ----------------------------- | ------------ | ----- | ---------- | ---------------- |
| Línea Barcelona-Vallés de FGC |              |       |            |                  |
| Barcelona-Plaza de Cataluña   | Plaza Molina |       | El Putxet  | Avenida Tibidabo |